# Punomys lemminus
Punomys lemminus är en däggdjursart som beskrevs av Wilfred Hudson Osgood 1943. Punomys lemminus ingår i släktet punamöss, och familjen hamsterartade gnagare. IUCN kategoriserar arten globalt som sårbar. Inga underarter finns listade i Catalogue of Life.
Arten förekommer i Anderna i södra Peru. Den lever i regioner mellan 4400 och 4900 meter över havet. Habitatet utgörs av fuktiga delar av landskapet Puna. Individerna är aktiva på dagen, vilar i bergssprickor och äter olika växtdelar. Honor har troligen bara två ungar per kull.